# Чемпіонат світу з футболу 1962 (плей-оф)
Плей-оф чемпіонату світу з футболу 1962 — другий і останній етап світової футбольної першості 1962 року, за результатами якого визначався чемпіон світу. Учасниками плей-оф були вісім команд, визначених на груповій стадії. Змагання проходили за олімпійською системою у період з 10 по 17 червня 1962 року, починаючи з чвертьфіналів. Переможець у кожній парі визначався за результатами однієї гри. В усіх матчах плей-оф переможці визначилися в основний час.
Плей-оф завершився фінальною грою на Естадіо Насьйональ у Сантьяго, в якій збірна Бразилії з рахунком 3:1 здолала збірну Чехословаччини, захистивши свій титул чемпіона світу, завойований чотирма роками раніше. Фінальній грі передував матч за третє місце, в якому зустрічалися команди, що програли свої півфінальні двобої, і де бронзові нагороди турніру вибороли господарі, збірна Чилі.

## Учасники
Учасниками плей-оф стали команди, що посіли перші і другі місця у своїх групах на першому етапі фінальної частини чемпіонату.
| Група | Переможці | Другі місця    |
| ----- | --------- | -------------- |
| 1     | СРСР      | Югославія      |
| 2     | ФРН       | Чилі           |
| 3     | Бразилія  | Чехословаччина |
| 4     | Угорщина  | Англія         |

## Турнірна піраміда
|  | Чвертьфінали               | Чвертьфінали               |                      |           | Півфінали   | Півфінали   |  |  | Фінал                | Фінал |
|  |                            |                            |                      |           |             |             |  |  |                      |       |
|  | 10 червня – Аріка          |                            |                      |           |             |             |  |  |                      |       |
|  |                            |                            |                      |           |             |             |  |  |                      |       |
|  | СРСР                       | 1                          |                      |           |             |             |  |  |                      |       |
|  | СРСР                       | 1                          | 13 червня – Сантьяго |           |             |             |  |  |                      |       |
|  | Чилі                       | 2                          |                      |           |             |             |  |  |                      |       |
|  | Чилі                       | 2                          | Чилі                 | 2         |             |             |  |  |                      |       |
|  | 10 червня – Вінья-дель-Мар |                            | Чилі                 | 2         |             |             |  |  |                      |       |
|  |                            | Бразилія                   | 4                    |           |             |             |  |  |                      |       |
|  | Бразилія                   | Бразилія                   | 4                    | 3         |             |             |  |  |                      |       |
|  | Бразилія                   |                            | 17 червня – Сантьяго | 3         |             |             |  |  |                      |       |
|  | Англія                     | 1                          |                      |           |             |             |  |  |                      |       |
|  | Англія                     | 1                          | Бразилія             | 3         |             |             |  |  |                      |       |
|  | 10 червня – Сантьяго       |                            | Бразилія             | 3         |             |             |  |  |                      |       |
|  |                            | Чехословаччина             | 1                    |           |             |             |  |  |                      |       |
|  | ФРН                        | Чехословаччина             | 1                    | 0         |             |             |  |  |                      |       |
|  | ФРН                        | 13 червня – Вінья-дель-Мар |                      | 0         |             |             |  |  |                      |       |
|  | Югославія                  | 1                          |                      |           |             |             |  |  |                      |       |
|  | Югославія                  | 1                          | Югославія            | 1         | Третє місце | Третє місце |  |  |                      |       |
|  | 10 червня – Ранкагуа       |                            | Югославія            | 1         | Третє місце | Третє місце |  |  |                      |       |
|  |                            | Чехословаччина             | 3                    |           |             |             |  |  |                      |       |
|  | Угорщина                   | Чехословаччина             | 3                    | 0         | Чилі        | 1           |  |  |                      |       |
|  | Угорщина                   |                            |                      | 0         | Чилі        | 1           |  |  |                      |       |
|  | Чехословаччина             | 1                          |                      | Югославія | 0           |             |  |  |                      |       |
|  | Чехословаччина             | 1                          |                      |           | 0           |             |  |  |                      |       |
|  |                            |                            |                      |           |             |             |  |  | 16 червня – Сантьяго |       |
|  |                            |                            |                      |           |             |             |  |  |                      |       |

## Чвертьфінали

### Чилі — СРСР
Рахунок на 11-й хвилині гри відкрив Леонель Санчес, відзначившись прямим ударом зі штрафного з правого флангу, який застав зненацька Льва Яшина, воротаря збірної СРСР. На 26-й хвилині Ігор Численко вдало зіграв на добиванні після удару Віктора Понєдєльніка и зрівняв рахунок. Утім вже за лічені хвилини чилійці знову повели у рахунку завдяки дальному удару Еладіо Рохаса, з яким знову не впорався Яшин. В останню годину гри команді господарів вдалося утримати переможний рахунок і неочікувано забезпечити собі місце у півфіналах.
| 10 червня 1962 14:30 CLT (UTC−4) |

| Чилі                    | 2–1      | СРСР         |
| ----------------------- | -------- | ------------ |
| Л. Санчес 11' Рохас 29' | Протокол | Численко 26' |

| Естадіо Карлос Діттборн, Аріка Глядачів: 17,268 Арбітр: Лео Горн (Нідерланди) |

| ВР               | 1  | Місаель Ескуті     |
| ЗХ               | 2  | Луїс Ейсагірре     |
| ЗХ               | 5  | Карлос Контрерас   |
| ЗХ               | 3  | Рауль Санчес       |
| ЗХ               | 4  | Серхіо Наварро (к) |
| ПЗ               | 8  | Хорхе Торо         |
| ПЗ               | 6  | Еладіо Рохас       |
| НП               | 7  | Хайме Рамірес      |
| НП               | 9  | Оноріно Ланда      |
| НП               | 21 | Армандо Тобар      |
| НП               | 11 | Леонель Санчес     |
| Головний тренер: |    |                    |
| Фернандо Рієра   |    |                    |

| ВР                        | 1  | Яшин Лев Іванович                 |
| ЗХ                        | 5  | Чохелі Гіві Дмитрович             |
| ЗХ                        | 7  | Масльонкін Анатолій Євстигнійович |
| ЗХ                        | 6  | Островський Леонід Альфонсович    |
| ПЗ                        | 12 | Воронін Валерій Іванович          |
| ПЗ                        | 10 | Нетто Ігор Олександрович (к)      |
| НП                        | 22 | Численко Ігор Леонідович          |
| НП                        | 14 | Іванов Валентин Козьмич           |
| НП                        | 19 | Понєдєльнік Віктор Володимирович  |
| НП                        | 16 | Мамикін Олексій Іванович          |
| НП                        | 17 | Месхі Михайло Шалвович            |
| Головний тренер:          |    |                                   |
| Качалін Гаврило Дмитрович |    |                                   |

### Чехословаччина — Угорщина
Долю путівки до півфіналів вирішив єдиний гол, забитий у дебюті гри Адольфом Шерером після розрізної передачі від лідера чехословацької команди  Йозефа Масопуста. Згодом настала черга зробити свій внесок у загальний успіх команди воротарю Вільяму Шройфу, який відбив низку небезпечних ударів угорських футболістів і зберіг свої ворота недоторканими.
| 10 червня 1962 14:30 CLT (UTC−4) |

| Чехословаччина | 1–0      | Угорщина |
| -------------- | -------- | -------- |
| Шерер 13'      | Протокол |          |

| Естадіо Браден Коппер Ко., Ранкагуа Глядачів: 11,690 Арбітр: Микола Латишев (СРСР) |

| ВР               | 1  | Вільям Шройф       |
| ЗХ               | 2  | Ян Лала            |
| ЗХ               | 5  | Сватоплук Плускал  |
| ЗХ               | 3  | Ян Поплугар        |
| ЗХ               | 4  | Ладислав Новак (к) |
| ПЗ               | 19 | Андрей Квашняк     |
| ПЗ               | 6  | Йозеф Масопуст     |
| НП               | 17 | Томаш Поспіхал     |
| НП               | 8  | Адольф Шерер       |
| НП               | 18 | Йозеф Кадраба      |
| НП               | 11 | Йозеф Єлінек       |
| Головний тренер: |    |                    |
| Рудольф Витлачил |    |                    |

| ВР               | 1  | Дьюла Грошич (к) |
| ЗХ               | 2  | Шандор Матраї    |
| ЗХ               | 3  | Кальман Месей    |
| ЗХ               | 4  | Ласло Шароші     |
| ПЗ               | 5  | Ерне Шоймоші     |
| ПЗ               | 6  | Ференц Шипош     |
| НП               | 7  | Карой Шандор     |
| НП               | 17 | Дьюла Ракоші     |
| НП               | 9  | Флоріан Альберт  |
| НП               | 10 | Лайош Тіхі       |
| НП               | 11 | Мате Феньвеші    |
| Головний тренер: |    |                  |
| Лайош Бароті     |    |                  |

### Бразилія — Англія
Рахунок гри залишався нульовим до 31-ї хвилини, на якій бразилець Гаррінча ударом головою замкнув навіс з кутового від Маріо Загалло. Однак вже за сім хвилин англійцям вдалося зрівняти рахунок, коли удар головою від Джеррі Гітченса прийняла на себе перекладина бразильських воріт, після чого Джиммі Грівз вдало зіграв на добиванні. У другій половині гри удар Вави і другий гол Гаррінчі, забиті з різницею у шість хвилин, забезпечили бразильцям комфортну перевагу в рахунку і врешті-решт вивели їх до півфіналу.
| 10 червня 1962 14:30 CLT (UTC−4) |

| Бразилія                   | 3–1      | Англія      |
| -------------------------- | -------- | ----------- |
| Гаррінча 31', 59' Вава 53' | Протокол | Гітченс 38' |

| Естадіо Саусаліто, Вінья-дель-Мар Глядачів: 17,736 Арбітр: П'єр Швінте (Франція) |

| ВР               | 1  | Жилмар          |
| ЗХ               | 2  | Джалма Сантус   |
| ЗХ               | 3  | Мауро Рамос (к) |
| ЗХ               | 5  | Зозімо          |
| ЗХ               | 6  | Нілтон Сантус   |
| ПЗ               | 4  | Зіто            |
| ПЗ               | 8  | Діді            |
| НП               | 7  | Гаррінча        |
| НП               | 19 | Вава            |
| НП               | 20 | Амарілдо        |
| НП               | 21 | Маріо Загалло   |
| Головний тренер: |    |                 |
| Айморе Морейра   |    |                 |

| ВР                  | 1  | Рон Спрінгетт    |
| ЗХ                  | 2  | Джиммі Армфілд   |
| ЗХ                  | 15 | Моріс Норман     |
| ЗХ                  | 3  | Рей Вілсон       |
| ПЗ                  | 16 | Боббі Мур        |
| ПЗ                  | 6  | Рон Флаверс      |
| НП                  | 17 | Браян Дуглас     |
| НП                  | 8  | Джиммі Грівз     |
| НП                  | 9  | Джеррі Гітченс   |
| НП                  | 10 | Джонні Гейнс (к) |
| НП                  | 11 | Боббі Чарлтон    |
| Головний тренер:    |    |                  |
| Волтер Вінтерботтом |    |                  |

### Югославія — ФРН
Обидві команди зробили ставку на обережну гру в обороні, хоча й обмінялися небезпечними моментами. Спочатку Уве Зеелер поцілив у штангу воріт балканців з передачі Галлера. А згодом виходу югославів уперед в рахунку завадив західнонімецький захисник Карл-Гайнц Шнеллінгер, який виніс м'яч з лінії власних воріт після розіграшу гутового. Розв'язка ж відбулася за п'ять хвилин до завершення основного часу гри, коли Мілану Галичу вдалося протягти м'яч до ліцевої лінії, звідки відкотити під удар Петару Радаковичу, чий влучний постріл вивід збірну Югославії до півфіналу.
| 10 червня 1962 14:30 CLT (UTC−4) |

| Югославія     | 1–0      | ФРН |
| ------------- | -------- | --- |
| Радакович 85' | Протокол |     |

| Естадіо Насіональ, Сантьяго Глядачів: 63,324 Арбітр: Артуро Ямасакі Мальдонадо (Перу) |

| ВР                                   | 1  | Милутин Шошкич      |
| ЗХ                                   | 2  | Владимир Дуркович   |
| ЗХ                                   | 5  | Влатко Маркович     |
| ЗХ                                   | 3  | Фахрудін Юсуфі      |
| ПЗ                                   | 4  | Петар Радакович     |
| ПЗ                                   | 6  | Владица Попович     |
| НП                                   | 18 | Владимир Ковачевич  |
| НП                                   | 8  | Драгослав Шекуларац |
| НП                                   | 9  | Дражан Єркович      |
| НП                                   | 10 | Мілан Галич (к)     |
| НП                                   | 11 | Йосип Скоблар       |
| Співтренери:                         |    |                     |
| Любомир Ловрич і Првослав Михайлович |    |                     |

| ВР               | 22 | Вольфганг Фаріан      |
| ЗХ               | 12 | Ганс Новак            |
| ЗХ               | 4  | Віллі Шульц           |
| ЗХ               | 2  | Герберт Ергардт       |
| ЗХ               | 3  | Карл-Гайнц Шнеллінгер |
| ПЗ               | 6  | Горст Шиманяк         |
| ПЗ               | 15 | Віллі Гіземан         |
| НП               | 10 | Альберт Брюлльс       |
| НП               | 8  | Гельмут Галлер        |
| НП               | 9  | Уве Зеелер            |
| НП               | 11 | Ганс Шефер (к)        |
| Головний тренер: |    |                       |
| Зепп Гербергер   |    |                       |

## Півфінали

### Чехословаччина — Югославія
Як і у своєму чвертьфінальному матчі проти угорців, збірна Чехословаччини зробила ставку на обережну гру в захисті і майстерність свого воротаря, вичікуючи на помилки технічніших суперників. Невдовзі після початку другого тайму їй вдалося вийти уперед зусиллями Йозефа Кадраби, який вдало зіграв на добиванні. Югослави були змушені посилити тиск на ворота суперників і врешті-решт після двох атак, що завершувалися ударами в поперечину, їм це вдалося — Дражан Єркович виграв боротьбу у повітрі у чехословацького воротаря і зрівняв рахунок ударом головою. Югославські футболісти спробували розвинути успіх, проте їх помилки в обороні в останню десятихвилинку гри вивели до фіналу збірну Чехословаччини, у складі якої двічі відзначився Адольф Шерер. Спочатку він, залишившись без опіки, перекинув югославського голкіпера, який вийшов з воріт, а згодом реалізував пенальті, призначений за гру Влатко Марковича рукою у власному карному майданчику, знявши питання про переможця гри.
| 13 червня 1962 14:30 CLT (UTC−4) |

| Чехословаччина                    | 3–1      | Югославія   |
| --------------------------------- | -------- | ----------- |
| Кадраба 48' Шерер 80', 84' (пен.) | Протокол | Єркович 69' |

| Естадіо Саусаліто, Вінья-дель-Мар Глядачів: 5,890 Арбітр: Готтфрід Дінст (Швейцарія) |

| ВР               | 1  | Вільям Шройф       |
| ЗХ               | 2  | Ян Лала            |
| ЗХ               | 5  | Сватоплук Плускал  |
| ЗХ               | 3  | Ян Поплугар        |
| ЗХ               | 4  | Ладислав Новак (к) |
| ПЗ               | 19 | Андрей Квашняк     |
| ПЗ               | 6  | Йозеф Масопуст     |
| НП               | 17 | Томаш Поспіхал     |
| НП               | 8  | Адольф Шерер       |
| НП               | 18 | Йозеф Кадраба      |
| НП               | 11 | Йозеф Єлінек       |
| Головний тренер: |    |                    |
| Рудольф Витлачил |    |                    |

| ВР                                   | 1  | Милутин Шошкич      |
| ЗХ                                   | 2  | Владимир Дуркович   |
| ЗХ                                   | 5  | Влатко Маркович     |
| ЗХ                                   | 3  | Фахрудін Юсуфі      |
| ПЗ                                   | 4  | Петар Радакович     |
| ПЗ                                   | 6  | Владица Попович     |
| НП                                   | 14 | Василиє Шиякович    |
| НП                                   | 8  | Драгослав Шекуларац |
| НП                                   | 9  | Дражан Єркович      |
| НП                                   | 10 | Мілан Галич (к)     |
| НП                                   | 11 | Йосип Скоблар       |
| Співтренери:                         |    |                     |
| Любомир Ловрич і Првослав Михайлович |    |                     |

### Бразилія — Чилі
Якщо вихід до піфіналів діючих чемпіонів світу був цілком очікуваним, то поява на цій стадії команди господарів турніру стала сюрпризом у тому числі для його організаторів, які були змушені просити ФІФА про перенесення цієї півфінальної гри з невеликого стадіону у Вінья-дель-Мар до головної арени турніру в Сантьяго. Врешті-решт дозвіл було отримано, і цей півфінал став найвідвідуванішою грою мундіалю, привівши на стадіон понад 76 тисяч уболівальників, що майже на 10 тисяч перевищило номінальну місткість столичного Естадіо Насіональ.
Атмосфера на переповненому стадіоні і статус чилійців як з одного боку господарів турніру, а з іншого як очевидних аутсайдерів протистояння, вплинув на суддівську бригаду, яка у випадку найменших сумнівів приймала рішення на користь Чилі. На самому початку гри у ворота чилійців не призначили доволі очевидний пенальті, а згодом взяття воріт бразильцями було скасоване через навпаки досить неочевидне положення «поза грою». Утім різниця в класі все ж матеріалізувалася у забитий гол вже на дев'ятій хвилині, коли верхній кут чилійських воріт дальнім ударом вразив Гаррінча. Він же подвоїв перевагу своєї команди на 32-й хвилині, замкнувши головою навіс з кутового. Утім чилійці не мали права здаватися без бою перед власною публікою, і ще до завершення першого тайму їх зусилля були винагороджені — влучний прямий удар зі штрафного у виконанні Хорхе Торо відквітав один гол. У другому таймі команди обмінялися голами, коли на влучний удар Вави головою чилієць Леонель Санчес відповів вдалою реалізацією пенальті, призначеного за гру рукою від Зозімо. Перевага бразильців лишалася мінімальною до 78-ї хвилини, коли питання про переможця гри за великим рахунком зняв все той же Вава, удруге за гру відзначившись ударом головою.
Навіть програючи 2:4 за десять хвилин до завершення гри, чилійці не полишали надії на диво, однак їх надмірне бажання вилилося у підвищення градусу протистояння. На 80-й хвилині за фол на Зіто був вилучений Оноріно Ланда, а за три хвилини склади команд зрівнялися після вилучення одного з героїв гри Гаррінчі, який вдарив ногою Еладіо Рохаса. До того ж бразилець, що прямував з поля, отримав розсічення голови, в яку влучив кинутий з трибун предмет.
| 13 червня 1962 14:30 CLT (UTC−4) |

| Бразилія                       | 4–2      | Чилі                          |
| ------------------------------ | -------- | ----------------------------- |
| Гаррінча 9', 32' Вава 47', 78' | Протокол | Торо 42' Л. Санчес 61' (пен.) |

| Естадіо Насіональ, Сантьяго Глядачів: 76,594 Арбітр: Артуро Ямасакі (Перу) |

| ВР               | 1  | Жилмар          |
| ЗХ               | 2  | Джалма Сантус   |
| ЗХ               | 3  | Мауро Рамос (к) |
| ЗХ               | 5  | Зозімо          |
| ЗХ               | 6  | Нілтон Сантус   |
| ПЗ               | 4  | Зіто            |
| ПЗ               | 8  | Діді            |
| НП               | 7  | Гаррінча        |
| НП               | 21 | Маріо Загалло   |
| НП               | 19 | Вава            |
| НП               | 20 | Амарілдо        |
| Головний тренер: |    |                 |
| Айморе Морейра   |    |                 |

| ВР               | 1  | Місаель Ескуті   |
| ЗХ               | 2  | Луїс Ейсагірре   |
| ЗХ               | 5  | Карлос Контрерас |
| ЗХ               | 3  | Рауль Санчес     |
| ЗХ               | 15 | Мануель Родрігес |
| ПЗ               | 8  | Хорхе Торо (к)   |
| ПЗ               | 6  | Еладіо Рохас     |
| НП               | 7  | Хайме Рамірес    |
| НП               | 9  | Оноріно Ланда    |
| НП               | 21 | Армандо Тобар    |
| НП               | 11 | Леонель Санчес   |
| Головний тренер: |    |                  |
| Фернандо Рієра   |    |                  |

## Матч за третє місце
Гра на заповненому вболівальниками команди господарів столичному Естадіо Насіональ відзначалася обережною грою з боку обох суперників і мінімумом гольових моментів. Тим більшим була радість вболівальників, коли на останній хвилині основного часу м'яч після дальнього удару Еладіо Рохаса зрикошетив від Влатко Марковича і влетів у ворота в протихід югославському воротареві. Після цього вирішального взяття воріт гру було перервано, оскільки велика група вболівальників вибігла на поле для святкування. Після поновлення гри фінальний свисток зафіксував здобуття командою господарів бронзових нагород світової першості.
| 16 червня 1962 14:30 CLT (UTC−4) |

| Чилі      | 1–0      | Югославія |
| --------- | -------- | --------- |
| Рохас 90' | Протокол |           |

| Естадіо Насіональ, Сантьяго Глядачів: 66,697 Арбітр: Хуан Гардеасабаль Гарай (Іспанія) |

| ВР               | 12 | Адан Годой       |
| ЗХ               | 2  | Луїс Ейсагірре   |
| ЗХ               | 16 | Умберто Крус     |
| ЗХ               | 3  | Рауль Санчес     |
| ЗХ               | 15 | Мануель Родрігес |
| ПЗ               | 8  | Хорхе Торо (к)   |
| ПЗ               | 6  | Еладіо Рохас     |
| НП               | 7  | Хайме Рамірес    |
| НП               | 20 | Карлос Кампос    |
| НП               | 21 | Армандо Тобар    |
| НП               | 11 | Леонель Санчес   |
| Головний тренер: |    |                  |
| Фернандо Рієра   |    |                  |

| ВР                                   | 1  | Милутин Шошкич      |
| ЗХ                                   | 2  | Владимир Дуркович   |
| ЗХ                                   | 5  | Влатко Маркович     |
| ЗХ                                   | 13 | Славко Свиняревич   |
| ПЗ                                   | 4  | Петар Радакович     |
| ПЗ                                   | 6  | Владица Попович     |
| НП                                   | 18 | Владимир Ковачевич  |
| НП                                   | 8  | Драгослав Шекуларац |
| НП                                   | 9  | Дражан Єркович      |
| НП                                   | 10 | Мілан Галич (к)     |
| НП                                   | 11 | Йосип Скоблар       |
| Співтренери:                         |    |                     |
| Любомир Ловрич і Првослав Михайлович |    |                     |

## Фінал
Сценарій фінального поєдинунку ЧС-1962 виявився подібним до вирішальної гри попередньої першості світу. Бразильці, як і чотирма роками раніше, першими пропустили (цього разу на 15-й хвилині рахунок відкрив лідер чехословацької команди Йозеф Масопуст), після чого дуже швидко зрівняли рахунок (відзначився Амарілдо), а згодом здобули впевнену перемогу.
За відсутності Пеле, що травмувався ще у другій грі чемпіонату, головною небезпекою у нападі збірної Бразилії вважався Гаррінча, який на шляху до фіналу відзначився чотирма голами. Чехословацьким гравцям вдалося успішно протидіяти йому в захисті, однак південноамериканці довели, що мають в складі достатньо гравців, здатних вирішити долю гри. У другому таймі фінальної гри відзначилися Зіто і Вава, принісши Бразилії другий у її історії титул чемпіонів світу, до того ж здобутий на другій світовій першості поспіль.
| 17 червня 1962 14:30 (UTC−4) |

| Бразилія                       | 3—1      | Чехословаччина |
| ------------------------------ | -------- | -------------- |
| Амарілдо 17' Зіто 69' Вава 78' | Протокол | 15' Масопуст   |

| Національний стадіон, Сантьяго Глядачів: 68 679 Арбітр: Микола Латишев (СРСР) |

| Бразилія | Чехословаччина |

| ВР             | 3  | Жилмар          |
| ЗХ             | 2  | Джалма Сантус   |
| ЗХ             | 3  | Мауро Рамос (к) |
| ЗХ             | 5  | Зозімо          |
| ЗХ             | 6  | Нілтон Сантус   |
| ПЗ             | 7  | Діді            |
| ПЗ             | 4  | Зіто            |
| ПЗ             | 20 | Гаррінча        |
| НП             | 8  | Маріо Загалло   |
| НП             | 21 | Амарілдо        |
| НП             | 19 | Вава            |
| Тренер:        |    |                 |
| Айморе Морейра |    |                 |

| ВР               | 1  | Вільям Шройф       |
| ЗХ               | 15 | Ладислав Новак (к) |
| ЗХ               | 3  | Ян Поплугар        |
| ЗХ               | 2  | Сватоплук Плускал  |
| ПЗ               | 6  | Їржі Тіхий         |
| ПЗ               | 14 | Томаш Поспіхал     |
| ПЗ               | 7  | Андрей Квашняк     |
| ПЗ               | 4  | Йозеф Масопуст     |
| НП               | 8  | Йозеф Єлінек       |
| НП               | 11 | Адольф Шерер       |
| НП               | 9  | Йозеф Кадраба      |
| Тренер:          |    |                    |
| Рудольф Витлачил |    |                    |